# Eva Morris
Eva Morris, z domu Sharpe (ur. 8 listopada 1885, zm. 2 listopada 2000) – Brytyjka, od grudnia 1999 uważana za najstarszą żyjącą osobę na świecie.

## Życiorys
Pochodziła z Staffordshire. Była zamężna (owdowiała w latach 30.) i miała córkę Winnie (zmarłą w 1975 w wieku 62 lat). Do 107. roku życia mieszkała sama.
Po śmierci Amerykanki Sarah Knauss (grudzień 1999) została uznana przez Księgę rekordów Guinnessa za najstarszego żyjącego człowieka na świecie. Tytuł nosiła przez niemal rok, zmarła na sześć dni przed ukończeniem 115 lat. Po jej śmierci za najstarszą osobę uchodziła Francuzka Marie Brémont.
Należy zaznaczyć, że tytuł najstarszej osoby na świecie nie musiał mieć potwierdzenia w rzeczywistości; Morris, a także przed nią Knauss i po niej Bremont były jedynie najstarszymi spośród osób ze zweryfikowaną datą urodzenia.
Dożycie prawie 115 lat nie zapewniło jej tytułu najstarszej Brytyjki w historii; miano to przysługuje Charlotte Hughes (ur. 1 sierpnia 1877, zm. 17 marca 1993).